# مدینه زاید
مدینه زاید (به عربی: مدینة زاید) یک شهر در امارات متحده عربی است که در ابوظبی واقع شده‌است. مدینه زاید ۲۹٬۰۹۵ نفر جمعیت دارد.